# Beach Haven (Nouvelle-Zélande)

Beach Haven est une banlieue de la cité d’Auckland, située dans l’Île du Nord de la Nouvelle-Zélande.

## Situation
Elle est localisée dans le secteur de North Shore au nord-ouest du centre-ville de la cité d’Auckland.

## Municipalités limitrophes
C’est le siège du terminal du ferry Beach Haven Wharf et de l‘hôpital.

## Démographie
Beach Haven couvre 3,67 km2 et a une population estimée à 11 000 habitants en juin 2022 avec une densité de population de 2 997 personnes par km2.
Beach Haven avait une population de 10 845 habitants lors du recensement néo-zélandais de 2013, en augmentation de 282 personnes (soit 2,7 %) depuis celui de 2018, et une augmentation de 711 personnes (7,0 %) depuis 2013.
Il y avait 5 310 hommes, 5 484 femmes et 48 personnes d'un autre genre dans 3 738 logements, 3.8 % des personnes s’identifient comme LGBTQ+.
L’âge médian était de 35,4 ans (comparé aux 38,1 ans au niveau national).
Il y avait 2 403 personnes (22,2 %) âgées de moins de 15 ans, 1 971 personnes (18,2 %) âgées de 15 à 29 ans, 5 274 personnes (48,6 %) âgées de 30 à 64 ans et 1 194 personnes (11,0 %) âgées de 65 ans ou plus.
Les personnes peuvent s’identifier à plus d’une ethnicité en fonction de l’origine de leurs parents.
Le résultat est pour 71,3 % européens (en) (Pakehas), 15,8 % Maoris, 12,4 % venant des Îles du Pacifique (en), 15,0 % d’origine asiatique (en) ; 2,9 % du Moyen-Orient, d’Amérique latine et d’Afrique (MELAA), et 2,1 % d’une autre origine incluant les personnes qui s'identifie pour leur ethnicité comme New Zealander.
L’anglais était parlé par 94,4 %, le maori par 3,5 %, le samoan par 2,5 % et une autre langue par 19,6 %.
Aucun langage ne peut être parlé par 3,3 % (trop jeunes pour parler).
La langue des signes néo-zélandaise est connue par 0,4 %.
Le % de personnes nées outre-mer était de 33,1 %, comparé aux 28,8 % au niveau national.
L’affiliation religieuse était pour 29,5 % chrétiens (en), 1,6 % hindouistes (en), 1,4 % musulmans, 0,9 % croyances religieuses maories (en), 0,9 % bouddhistes (en), 0,7 % New Age, 0,2 % judaïsme (en) et 1,5 % une autre religion.
Les personnes sans religion sont 56,4 %, et 7,1 % des personnes ne répondent pas du tout aux questionnaire sur ce sujet.
Parmi celles d’au moins 15 ans d’âge, 2 853 personnes (33,8 %) ont une licence ou un degré universitaire supérieur, 3 822 personnes (45,3 %) ont un certificat post secondaire ou un diplôme et 1 767 personnes (20,9 %) sont du niveau secondaire.
Le revenu médian était de 51 100 $, comparé avec les 41 500 $au niveau  national.
1 611 personnes (19,1 %) gagnent plus de 100 000 $ comparé avec les 12,1 % au niveau national.
Le statut d’emploi de ceux d’au moins 15 ans d’âge était pour 4 845 personnes (57,4 %) un emploi à plein temps, pour 1 038 personnes (12,3 %) un emploi à temps partiel et 282 personnes (3,3 %) étaient sans emploi.
| Nom               | surface (km2) | Population | Densité (par km2) | logements | âge médian | revenu médian ($) |
| ----------------- | ------------- | ---------- | ----------------- | --------- | ---------- | ----------------- |
| Beach Haven Ouest | 1,21          | 3 429      | 2 834             | 1 254     | 36,6 ans   | 52 400            |
| Beach Haven Est   | 1,12          | 4 212      | 3 761             | 1 362     | 32,2 ans   | 44 100            |
| Beach Haven Sud   | 1,34          | 3 204      | 2 391             | 1 119     | 39,2 ans   | 58 500            |
| Nouvelle-Zélande  |               |            |                   |           | 38,1 ans   | 41 500            |

Avant l’arrivée des européens, la région de Beach Haven était couverte jusqu'au bord de l'eau par d'épais buissons formés de pohutukawa, de fougères et d’arbres géants (kauri).
Des iwis maoris occupaient la région, mais elles furent décimées par les guerres et ont succombé aux armes nouvellement acquises par Hongi Hika.
En 1844, la région fut vendue au gouvernement et est devenue déserte.
L'un des premiers colons du district a établi un verger près de Soldier’s Bay et au fur et à mesure que les kauris étaient retirés de la terre, celle-ci se révéla être un endroit idéal pour la culture des fruits, en particulier du raisin et des fraises.
La plupart des arbres kauri qui furent arrachés furent utilisés pour la construction navale, en particulier pour faire des mâts et de l’accastillage.
Les premiers colons européens arrivèrent en 1860, mais en 1880 le secteur était déjà un lieu de villégiature populaire, de nombreux habitants d’Auckland traversant le port jusqu’à la « baie des îles » pour des excursions ou des vacances.
La zone fut toujours réputée comme une destination de vacances où subsistent encore aujourd’hui les maisons de plaisance (en) de l'époque.
Jusqu’en 1920, la zone était essentiellement rurale, largement occupée par des maraîchers et des vergers, où poussaient des fruits (principalement des fraises) et des légumes pour la desserte d’Auckland en croissance constante, qui était située juste de l’autre côté du port.
La plupart de ces produits étaient donc transportés par voie d’eau.
Il y avait aussi  dans le secteur des scieries, dont l’évidence pouvait être visible pendant des décades sous forme de machineries abandonnées sur place et des monticules de sciures de bois .
En 1923, la Birkdale Land Company acheta et arpenta les terres autour de l’emplacement actuel du quai, puis les commercialisa sous le nom de Beach Haven Estate : « Le joyau de la région de Waitemata ».
Après la construction du Harbour Bridge en 1959, des lotissements ont achevé la transformation en zone urbaine[réf. nécessaire].

## Gouvernance
Avant 2010, la zone fut administrée comme une partie du conseil du quartier de Birkenhead et depuis la réforme de l’administration locale, Beach Haven fait partie du ward de North Shore et du bureau local de Kaipatiki (en) sous l’autorité du conseil d'Auckland.
Dans le cadre du vote du district pour les élections au Parlement de la Nouvelle-Zélande, la ville fait partie de la zone électorale de Northcote.

## Installations, services et commodités
Beach Haven  à l’une des principales zones de commerces du secteur avec une grande variété de magasins comprenant un French café, deux boulangeries, un bureau de poste, une salle de gymnastique et un commissariat de police municipal.
Il y a plusieurs écoles maternelles et une école primaire qui dessert tout le secteur.
Les églises dans la zone comprennent une église anglicane, catholique, orthodoxe, mormone et une Assemblée de Dieu.

## Loisirs
La banlieue de Beach Haven est entourée de nombreuses plages qui sont abordables pour la nage, comprenant en particulier  Charcoal Bay, qui est considérée comme l’une des plus belles baies du port de Waitemata Harbour.
La zone a aussi un quai, qui est un des lieux caractéristiques très réputé de Beach Haven.
Le plus grand parc de Beach Haven est Shepherd's Park, qui offre 1,6 km de promenade à travers un végétation autochtone à côté de la crique d ’Oruamo, ainsi qu’un terrain de squash, un bowling et des courts de tennis.
Il y a aussi des terrains de rugby et de football et c’est le siège du Birkenhead United AFC.

## Accès
Beach Haven est bien desservie par les connexions des bus vers la banlieue de Takapuna et le centre-ville d'Auckland.
En août 2012, après des années de délais, Auckland Transport (en) a annoncé qu’il allait dépenser 1,35 million de NZ$ pour aménager le quai de Beach Haven, pour permettre un service de ferrys dès 2013 pour coïncider avec le nouveau service vers Hobsonville.
Ce nouveau service devrait pouvoir résorber les embouteillages du trafic routier d’Onewa Road et desservir plus largement le secteur des banlieues de Glenfield et Birkdale.
Le service de ferry ouvrit avec 5 traversées par jour en février 2013.
Beach Haven et Hobsonville étaient les premières banlieues desservies par ce nouveau ferry construit à Auckland pour la première fois en 50 ans.

## Culture et communauté
Beach Haven est une des zones les plus diverses du secteur du  North Shore.
Il y a un sens très fort de la communauté qui se recentre sur les magasins du village situés à l’inter-section de Beach Haven et de Rangatira Roads.
Le Beach Haven Placemaking Project a établi un jardin sur le site de l’ancien bureau de poste.
Un projet complet de jardin (financé par le conseil local) a commencé sa construction en avril 2015 et devrait être terminé à la fin de l’année.
En 2013, la communauté a appris que l’église méthodiste de Beach Haven, qui est sur un site important du village, allait être démolie par le Lifewise trust pour faire place à un ensemble de logements accessibles.
L’église avait été bâtie en une seule journée en 1939 par la communauté en utilisant du bois donné. « Nous sommes consternés à l’idée de perdre l’ancien bâtiment de l’église qui fut érigée en 1939 en un jour par la communauté de Beach Haven » déclarait Lisbeth Alley du groupe du Cœur de Beach Haven.
Le groupe et le trust se sont rencontrés pour travailler ensemble pour trouver un moyen pour conserver l’église.
La société de développement immobilier de la mission Méthodiste du Nord, Airdale Property Trust, a passé des années à discuter de l'avenir de l'église avec la communauté.
Bruce Stone, directeur général, explique qu'APT fut contacté par l’église pour faire un meilleur usage du terrain pour la communauté : « Il y a une pénurie de logements spécialement conçus pour les personnes handicapées. Ce développement permet à l’église d’utiliser les terrains d’une manière nouvelle. 
Si l‘église pouvait être maintenue sur le site et utilisée dans le cadre du projet, cela aurait été fait ».
Une partie de cette zone est plus pauvre que les autres banlieues de North Shore, la laissant avec quelque chose d’une réputation injuste.
Au cours des années récentes, il y a eu un effort concerté de la communauté pour améliorer à la fois, la réalité et la réputation du secteur.
En 2013, le projet de la politique de la Kaipatiki Community gagna une récompense au niveau national.
L’artiste de hip hop, Sir T., a grandi à Beach Haven et parle souvent cette région.
Le clip de son single Invincible fut filmé autours de Lysander Crescent.

## Gentrification
La banlieue de Beach Haven a été découverte de façon croissante par les familles de jeunes professionnels, à cause de son nouveau service de ferry, son accès facile à l’eau, sa communauté amicale et sa capacité à ramener à un certain art de vivre.
Les prix des logements ont augmenté d’une moyenne de 44 % entre 2011 et 2014, bien que la banlieue soit toujours considérée comme sous cotée par rapport à ses voisines.
En octobre 2012, le magazine Metro rapporta que  Beach Haven avait présenté la plus importante augmentation du prix des propriétés sur les dix dernières années (mais il est admis que c’est en partant d’une base plus basse que pour les autres secteurs) et l’a nommé One to watch.
Le magazine était particulièrement enthousiaste à propos de la route d'Island Bay.
En 2014, ce périodique nomma Beach Haven comme une des banlieues les plus chaudes d’Auckland notant « Un nouveau service de ferry, les méandres d’une ligne de côte offrant toutes sortes de délices et un sens croissant de la communauté, qui font de  Beach Haven  un des nouveaux lieux recherchés. Toujours peu cher, mais pas de doute, elle va continuer dans cette voie ».
Les maisons près de l’eau sont particulièrement désirées, la zone autour du quai de Beach Haven étant une référence croissante à un Beach Haven Point[pas clair].
En septembre 2015, le périodique The New Zealand Herald rapportait que Beach Haven était l’une des banlieues faisant partie des « 20 banlieues les plus chères » avec 31,5 %  de croissance du prix médian entre février 2024 et juillet 2024 et entre février 2025 et juillet 2025 .
Les maisons sont d’origine mixte, avec certaines, qui sont de simples cabanons (en) de caractère original, d’autres des bungalows des années 1950 et 1960, aussi bien que des maisons conçues architecturalement pour être situées près de l’eau.
De nombreuses maisons ont un accès direct sur le front de mer et des jetées pour leurs bateaux.

## Éducation
- L’école de Beach Haven est une école mixte contribuant au primaire (allant des années 1 à 6) avec un taux de décile de 4 et un effectif de 328 élèves[27] ;
- L’école Kauri Park est une école primaire mixte avec un taux de décile de 7 et un effectif de 350 élèves[28], les deux écoles prônant elle-mêmes leur multi-culturalisme ;
- Le collège local est le  collège de Birkenhead, situé entre Beach Haven et Birkdale.